# Pieter van Oudheusden
Pieter van Oudheusden (Puttershoek, 26 februari 1957 - 11 november 2013) was een Nederlands schrijver van kinderboeken, journalist, redacteur, vertaler, scenarioschrijver en lesgever.

## Leven
Van Oudheusden werd in 1957 in het Zuid-Hollandse Puttershoek geboren. Na de lagere school ging hij naar het gymnasium en de kunstacademie.
In oktober 2012 werd bij de schrijver een hersentumor ontdekt, waar hij ruim een jaar later aan overleed.

## Werk
Hij vertaalde meer dan 500 strips en boeken. Als scenarist werkte hij samen met diverse Nederlandse en Vlaamse striptekenaars. In Snoecks ‘95 publiceerde hij een zeer uitgebreide biografie over de Franse stripauteur Jacques Tardi en zijn werken. In 2002 debuteerde Pieter van Oudheusden met twee prentenboeken. Een ervan, Ik verveel me nooit (2002, De Eenhoorn), met illustraties van Goele Dewanckel, werd een van de mooiste prentenboeken van het jaar genoemd. Intussen had hij al heel wat prentenboeken op zijn naam staan en werkte hij daarvoor samen met illustratoren als Kristien Aertssen, Isabelle Vandenabeele en Sebastiaan Van Doninck. Bij uitgeverij De Eenhoorn verscheen het leesboek Het wonderpaard, een verhaal over geluk en toeval, geïnspireerd op een oude Chinese wijsheid. Voor uitgeverij Deltas schreef Van Oudheusden voorleesverhalen en een reeks boekjes op AVI-niveau. Postuum verscheen "Hotel Mascara" (Fame Comics, 2021) een bundeling van vrouwenportretten, geïllustreerd door Serge Baeken.

## Bekroningen
- 2002: Vlag en Wimpel voor de prenten van Goele Dewanckel in Ik verveel me nooit[1][2]

- Bibliothèque nationale de France: cb145070290 (data)
- Digitale Bibliotheek voor de Nederlandse Letteren: oudh002
- Gemeinsame Normdatei: 1044882948
- Library of Congress Control Number: n88636775
- Nederlandse Thesaurus van Auteursnamen: 07224643X
- Système universitaire de documentation: 125032900
- Virtual International Authority File: 19912346
- WorldCat: E39PBJwX4RqWxtXXvq47DPbmVC